# Erika Burkart
Erika Burkart (Aarau, 8 de febrero de 1922 – Muri, 14 de abril de 2010) fue una escritora y poetisa suiza. 
En 2005 recibió el Gran Premio Schiller, el premio literario más importante de Suiza. Burkart fue maestra hasta 1953. Pasó toda su vida con su marido, el escritor Ernst Halter, en la antigua residencia de verano de los abades del monasterio de Muri, en Aristau. Su archivo está en el Archivo Literario de Suiza en Berna. Recibió muchos premios, entre ellos el Conrad-Ferdinand-Meyer-Preis, el Premio Gottfried Keller, el Premio Joseph Breitbach y el Wolfgang-Amadeus-Mozart-Preis.

## Obras

### Poesía
- Der dunkle Vogel, Tschudy Verlag, St. Gallen 1953
- Sterngefährten, Tschudy Verlag, St. Gallen 1955
- Bann und Flug, Tschudy Verlag, St. Gallen 1956
- Geist der Fluren, Tschudy Verlag, St. Gallen 1958
- Die gerettete Erde, Tschudy Verlag, St. Gallen 1960
- Mit den Augen der Kore, Tschudy Verlag, St. Gallen 1962
- Ich lebe, Artemis Verlag, ZÜrich 1964
- Die weichenden Ufer, Artemis Verlag, Zürich 1967
- Fernkristall. Ausgewählte Gedichte, Verlag an der Hartnau, Tobel (TG) 1972
- Die Transparenz der Scherben, Benziger Verlag, Zürich 1973
- Das Licht im Kahlschlag, Artemis Verlag, Zürich 1977
- Augenzeuge. Ausgewählte Gedichte, Artemis Verlag, Zürich 1978
- Die Freiheit der Nacht, Artemis Verlag, Zürich 1981
- Sternbild des Kindes, Artemis Verlag, Zürich 1984
- Schweigeminute, Artemis Verlag, Zürich 1988
- Ich suche den blauen Mohn, Pflanzengedichte (Blumenbilder Max Löw), GS-Verlag, Basel 1989
- Die Zärtlichkeit der Schatten, Ammann Verlag, Zürich 1991
- Stille fernster Rückruf, Ammann Verlag, Zürich 1997
- Langsamer Satz, Ammann Verlag, Zürich 2002
- Ortlose Nähe, Ammann Verlag, Zürich 2005
- Geheimbrief, Ammann Verlag, Zürich 2009
- Das späte Erkennen der Zeichen, Weissbooks.w Verlag, Frankfurt am Main 2010
- Nachtschicht / Schattenzone, Weissbooks.w Verlag, Frankfurt am Main 2011, together with Ernst Halter

## Prosa
- Moräne, novela, Walter Verlag, Olten 1970
- Jemand entfernt sich, cuentos, Benziger Verlag, Zürich 1972
- Rufweite, Artemis Verlag, Zürich 1975
- Der Weg zu den Schafen, novela, Artemis Verlag, Zürich 1979
- Die Spiele der Erkenntnis, Artemis Verlag, Zürich 1985
- Das Schimmern der Flügel, Ammann Verlag, Zürich 1994
- Grundwasserstrom . Aufzeichnungen, Ammann Verlag, Zürich 2000 ISBN 978-3-250-10416-2
- Die Vikarin, Ammann Verlag, Zürich 2006